# Aetideopsis minor
Aetideopsis minor är en kräftdjursart som först beskrevs av Wolfenden 1911.  Aetideopsis minor ingår i släktet Aetideopsis och familjen Aetideidae. Inga underarter finns listade i Catalogue of Life.